# Reinhard Bredow (Politiker)

Reinhard Bredow

Reinhard Bredow (* 6. Dezember 1872 in Hohenseedorf; † im Mai 1945 in Berlin verschollen) war Reichstagsabgeordneter der NSDAP.

## Leben
Der Sohn eines Landwirtes absolvierte nach dem Besuch der achtjährigen Volksschule ab 1887 eine landwirtschaftliche Ausbildung. Seinen Militärdienst leistete Bredow von 1892 bis 1894 im westpreußischen Feldartillerie-Regiment Nr. 16 ab. Zunächst Bauer und Gärtner in Manschnow, war er von 1909 bis 1918 Gemeindevorsteher der Ortschaft im Oderbruch und ab 1910 Mitglied des Kreistages von Lebus. Während des Ersten Weltkrieges war Bredow von 1916 bis Ende 1917 Soldat im Feldartillerie-Regiment Nr. 116 an der Westfront. Nach Kriegsende schloss er sich der rechtskonservativen Deutschnationalen Volkspartei (DNVP) an.
Zum 1. September 1929 wechselte Bredow von der DNVP zur NSDAP (Mitgliedsnummer 146.011), für die er bei den Reichstagswahlen im September 1930 ein Mandat im Reichstag erhielt. Reichstagsabgeordneter blieb Bredow auch nach der nationalsozialistischen „Machtergreifung“ bis Kriegsende im dann bedeutungslosen Parlament. Ab Juli 1934, vermutlich bis 1939, war er ehrenamtlicher Richter am Volksgerichtshof. Daneben bekleidete Bredow weitere Ämter auf regionaler Ebene: Von Juli 1933 bis 1935 war er gleichzeitig Landesbauernführer der Landesbauernschaft Kurmark und der dortige NSDAP-Gauamtsleiter für Agrarpolitik. Zudem war er Preußischer Provinzialrat der Provinzen Brandenburg und Grenzmark Posen-Westpreußen. Ferner gehörte Bredow den Aufsichtsräten der Deutschen Bauerndienst Allgemeine-Versicherungs AG in Berlin sowie der Oderbruchbahn AG an.
Bredow starb mit hoher Wahrscheinlichkeit in der Endphase des Zweiten Weltkrieges in Berlin.